# Almbergsbjörken
Almbergsbjörken är en by i Rönnäs fjärding, Leksands socken, Leksands kommun.
Byn omtalas första gången på 1600-talet. Troligen är Almbergsbjörken identisk med "Baccken 1 Fäbodhställe som Mattz Olofsson i Siugarr bruckar". Dennes son hade 1670 ett fäbodställe i Almbergsbjörken. Troligen är dock byn äldre, och har varit inräknad under byn Almberg.
I mantalslängden 1766 fanns 7 bönder i byn, och vis storskiftet fanns 8 hushåll på 7 gårdar. Dessutom fanns 4 fäbodgårdar ägda av 5 familjer, alla med åker i byn. Under denna tid var byn som störst.
Den sista fäbodvistelsen i byn skedde 1940. På 1980-talet fanns 2 fäbodgårdar och 4 bofasta gårdar kvar, dessutom hade 2 modernare hus tillkommit.